# Relativität der Rechtsbegriffe
Als Relativität der Rechtsbegriffe bezeichnet man in der Rechtswissenschaft die Abhängigkeit der Begriffe vom Rechtsgebiet oder Gesetz, in dem diese verwendet werden. Auch innerhalb einer Rechtsordnung können Begriffe verschiedene Bedeutungen haben, wenn Begriffe in verschiedenen Gesetzen unterschiedlich legaldefiniert werden, die Zielsetzung der entsprechenden Gesetze sich unterscheidet oder sich die Bedeutungen durch unterschiedliche Rechtsfortbildung verschieben.

## Beispiele
- Der Begriff Eigentum bezeichnet im deutschen Bürgerlichen Gesetzbuch nur das Sacheigentum, im Grundgesetz dagegen sowohl Sacheigentum als auch geistiges Eigentum.
- Die Nacht wird in mehreren deutschen Rechtsvorschriften unterschiedlich definiert:

- 18 bis 8 Uhr (§ 2 Abs. 2 Nr. 1 Tierärztegebührenordnung)
- 20 bis 8 Uhr (§ 8 Abs. 1 Nr. 1 Gebührenordnung für Ärzte, § 8 Abs. 3 Gebührenordnung für Zahnärzte)
- 20 bis 6 Uhr (§ 5 Abs. 1 Mutterschutzgesetz)
- 21 bis 6 Uhr (§ 758a Abs. 4 Satz 2 Zivilprozessordnung, § 104 Strafprozessordnung, § 5 Abs. 3 Satz 2 Verwaltungszustellungsgesetz)
- 22 bis 6 Uhr § 14 Abs. 6 Nr. 2 Bundesfernstraßengesetz; Verkehrslärmschutzverordnung, Anlage 2, 2.3 Formzeichen; an Sonn- und Feiertagen bis 7 Uhr, § 2 Sportanlagenlärmschutzverordnung
- 23 bis 6 Uhr (in Bäckereien und Konditoreien 22 bis 5 Uhr) (§ 2 Arbeitszeitgesetz)
- Eintritt der Dämmerung bis Eintritt voller Tageshelle (Abschnitt A Abs. 8 der Eisenbahn-Signalordnung)
- eineinhalb Stunden nach Sonnenuntergang bis eineinhalb Stunden vor Sonnenaufgang (§ 19  Abs. 1 Nr. 4 Bundesjagdgesetz)
- die Zeit von Sonnenuntergang bis Sonnenaufgang (§ 2 Abs. 2 Nr. 2 Seeschiffahrtsstraßen-Ordnung)